# Will Swenson
Pour les articles homonymes, voir Swenson.
William Robert « Will » Swenson (né le 26 octobre 1973 à Provo en Utah) est un acteur américain, également auteur, producteur et metteur en scène.
Surtout connu pour ses rôles dans des comédies musicales, il est notamment nommé aux Tony Awards en 2009 pour son interprétation du rôle de Berger dans la comédie musicale Hair. 
De confession mormone mais ne pratiquant plus, il a aussi été dans les années 2000 la vedette de plusieurs films qualifiés de cinéma mormon (en), écrivant et dirigeant en 2004 l'un d'eux, Sons of Provo (en).
Divorcé et père de deux enfants, il se remarie en octobre 2012 avec l'actrice afro-américaine Audra McDonald rencontrée sur scène à Broadway, elle aussi divorcée et déjà mère d'un enfant.

## Filmographie

### Cinéma
Courts métrages
- 1996 : Treasure Chest de Martin L. Andersen : Thor
- 2004 : Cher John (Dear John) (vidéo) de Lasse Hallström : Tyson

Longs métrages
- 2002 : The Singles Ward (en) de Kurt Hale : Jonathan Jordan
- 2003 : The R.M. de Kurt Hale : Kori Swenson
- 2004 : Sons of Provo (en) : Will Jensen
- 2007 : The Singles 2nd Ward de Kurt Hale : Jonathan Jordon
- 2010 : Une famille très moderne (The Switch) de Josh Gordon et Will Speck : Actor on Stage
- 2013 : Gods Behaving Badly de Marc Turtletaub : Aries
- 2017 : The Greatest Showman de Michael Gracey

### Télévision
- 2002 : La Force du destin (All My Children) (épisode du 14 août 2002) : Purse-snatcher
- 2006 : As the World Turns (saison 1, épisode 12915) : Vanya (as William Swenson)
- 2007 : Six Degrees (saison 1, épisode 07 : Des flèches et des piques) : Man at Photoshoot (non-crédité)
- 2008 : Live from Lincoln Center (saison 33, épisode 03 : Camelot) : Sir Sagramore
- 2009 : Late Show with David Letterman (saison 16, épisode 131) : Berger
- 2009 : New York, section criminelle (Law and Order: Criminal Intent) (saison 8, épisode 2) : Joe Lazar
- 2012 : Pzazz 101 (saison 2, épisode 06 : Method Acting) : Will
- 2012 : The Good Wife (saison 3, épisode  20: Tout le monde ment) : Justin Varney
- 2014 : Submissions Only (saison 3, épisode 02 : Having Foresight) : Fred Planer
- 2016 : New York, unité spéciale (saison 18, épisode 6) : Mitch Hampton
- 2020 : Les Nouvelles Aventures de Sabrina (saison 2, 5 épisodes): Carcosa/Pan

### Théâtre
- 2002 : Miss Saigon (tournée nationale US) : Chris Scott
- 2004 : Brooklyn (Broadway) : Taylor Collins
- 2005 : Two Gentleman of Verona (Off-Broadway) : Ensemble
- 2006 : Lestat (Broadway) :	Ensemble; Armand; Lestat
- 2007 : Adrift in Macao (Off-Broadway) : Rick Shaw
- 2007 : 110 in the Shade (Broadway) : Cody Bridger; Bill Starbuck
- 2008 : The Slug Bearers of Kayrol Island (Off-Broadway) : Psychiatrist
- 2008 : Hair (Off-Broadway) : Berger
- 2008 : Rock of Ages (Off-Broadway) : Stacee Jaxx
- 2009 : Hair (Broadway) : Berger
- 2010 : Hair (West End) : Berger
- 2010 : Priscilla, Queen of the Desert (Toronto et Broadway) : Tick (Mitzi)
- 2013 : It's a Bird... It's a Plane... It's Superman : Max Mencken
- 2013 : Murder Ballad (Off-Broadway) : Tom
- 2013 : Little Miss Sunshine (Off-Broadway) : Richard Hoover
- 2014 : Les Misérables (Broadway) : Javert
- 2016 : Pericles (Theatre for a New Audience) : Cleon
- 2017 : Waitress (Broadway) : Earl